# Mērsrags
Mērsrags è un comune della Lettonia appartenente alla regione storica della Curlandia di 1.782 abitanti (dato 2013). 
È stato istituito nel 2010 con parte del territorio del comune di Roja.